# Malpas Reservoir
Malpas Reservoir är en reservoar i Australien. Den ligger i delstaten New South Wales, i den sydöstra delen av landet, omkring 400 kilometer norr om delstatshuvudstaden Sydney. Malpas Reservoir ligger 1 175 meter över havet. Arean är 1,7 kvadratkilometer. Den sträcker sig 3,8 kilometer i nord-sydlig riktning, och 2,1 kilometer i öst-västlig riktning.
Trakten runt Malpas Reservoir består till största delen av jordbruksmark. Trakten runt Malpas Reservoir är nära nog obefolkad, med mindre än två invånare per kvadratkilometer. Genomsnittlig årsnederbörd är 1 000 millimeter. Den regnigaste månaden är januari, med i genomsnitt 167 mm nederbörd, och den torraste är oktober, med 27 mm nederbörd.